# Roland Pail

Unterschrift Roland Pails

Roland Pail (* 29. Juni 1972 in Sankt Sebastian, Steiermark) ist ein österreichischer Geophysiker und Professor für Astronomische und Physikalische Geodäsie an der Technischen Universität München.

## Leben
Roland Pail studierte von 1991 bis 1995 an der Universität Wien Geophysik. In den Jahren 1996 und 1997 arbeitete er als Forschungsassistent am Physik-Institut der Universität Bayreuth am Projekt „Kontinentales Tiefbohrprogramm der Bundesrepublik Deutschland“ der DFG mit. Anschließend kehrte er als Universitätsassistent und zum Doktoratsstudium nach Österreich zurück und promovierte im Dezember 1999 sub auspiciis Praesidentis an der Technischen Universität Graz zum Dr. techn. Im September 2002 folgte schließlich die Habilitation in theoretischer Geodäsie. Pail blieb bis 2009 an der TU Graz als Dozent am Institut für Navigation und Satellitengeodäsie und folgte im Januar 2010 dem Ruf an die TU München, wo er seitdem Universitätsprofessor am Lehrstuhl für Astronomische und Physikalische Geodäsie ist.
Roland Pail war Präsident der International Association of Geodesy Commission 2 „Gravity Field“, ist Vorstandsmitglied der Österreichischen Geophysikalischen Gesellschaft, Vorstandsmitglied der Forschergruppe Satellitengeodäsie, Mitglied der Deutschen Geodätischen Kommission, seit 2019 gewähltes Mitglied der Leibniz-Sozietät der Wissenschaften zu Berlin und seit 2022 gewähltes Mitglied der Bayerischen Akademie der Wissenschaften.
Die Forschungen Pails umfassen die physikalische und numerische Geodäsie, Schwerpunkte sind globale und regionale Modellierung des Schwerefeldes der Erde und Satelliten-Schwerefeldmissionen.

## Auszeichnungen
- 1999: Würdigungspreis des Bundesministers für Wissenschaft und Verkehr für hervorragende Studienleistungen
- 2000: Allmer-Löschner-Preis der Österreichischen Geodätischen Kommission
- 2000: Josef-Krainer-Förderungspreis
- 2006: Young Authors Award 2005 der International Association of Geodesy
- 2022: Mitglied der Bayerischen Akademie der Wissenschaften

## Schriften (Auswahl)
- Mit Jukka M. Krisp, Liqiu Meng, Uwe Stilla: Earth Observation of Global Changes (EOGC). Springer, Berlin / Heidelberg 2013. ISBN 978-3-642-32713-1 (englisch).
- Selected problems in the framework of the GOCE data processing. Habilitationsschrift, Technische Universität Graz, 2002 (englisch).
- Synthetic global gravity model for planetary bodies and applications in satellite gravity gradiometry. Dissertation. In: Mitteilungen der geodätischen Institute der Technischen Universität Graz, Heft 85, Technische Universität Graz, 2000 (englisch).